# Nanjung Ilgi

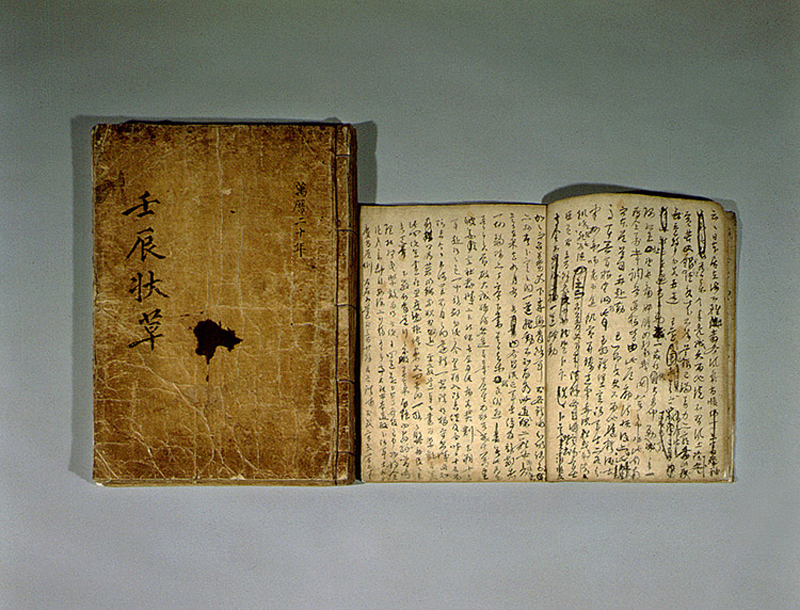
Journal Nanjun Ilgi de la guerre Imjin (1592–98) et album de calligraphie par Yi Sun-sin.

Le Nanjung Ilgi ou journal de guerre de Yi Sun-sin est le journal personnel de l'amiral coréen Yi Sun-sin (Hangul: 이순신, Hanja: 李舜臣) de la dynastie Joseon. Il est rédigé entre le 1er janvier 1592 et le 17 novembre 1598 par l'amiral lui-même. Il expose directement les circonstances de la guerre Imjin du point de vue de l'amiral.
76e trésor national de Corée du Sud, il est inscrit au registre « Mémoire du monde » de l'UNESCO.

## Source de la traduction
- (en) Cet article est partiellement ou en totalité issu de l’article de Wikipédia en anglais intitulé « Nanjung Ilgi » (voir la liste des auteurs).